# Кошанбаев, Хасен
Хасен Кошанбаев (1896, Атбасарский уезд, Акмолинская область — 1938) — советский общественный и политический деятель, жертва политических репрессий.

## Биография
Окончил в 1912 году русско-казахское училище, в 1914 году окончил курс педагогики.
В 1914—1921 годах — мировой судья Атбарского уездного народного суда, работал в обществе потребителей. В 1922—1923 годах — следователь трибунала Акмолинской губернии, заместитель комиссара сельского хозяйства, а в 1923—1925 годах — продовольственный комиссар Актюбинской губернии, в 1925—1929 годах — председатель отдела торговли Семипалатинской губернии, в 1929—1931 годах — председатель правления окружного союза потребителей, в 1931—1932 годах — представитель Всесоюзного объединения зерновых хозяйств.
В 1932—1933 годах — председатель исполнительного комитета Западно-Казахстанской области. В 1933—1935 годах — народный комиссар легкой промышленности Казахской ССР, начальник инспекции народного комиссара легкой промышленности СССР.
В 1935—1937 годах — секретарь комитета партии Кегенского района Алматинской области и занимал должность председателя исполнительного комитета Кзыл-Ординского района.
Был арестован в марте 1937 года, расстрелян. В мае 1958 года реабилитирован.